# Fuerza Aérea de la República Centroafricana
La Fuerza Aérea de la República Centroafricana (en francés: Force Aérienne Centrafricaine) es la rama de guerra aérea de las Fuerzas Armadas de la República Centroafricana. Es la Fuerza aérea de las Fuerzas Armadas Centroafricanas. 
Se informa que la Fuerza Aérea Centroafricana está casi inactiva debido al mal estado de funcionamiento de sus aviones. Los cazas Dassault Mirage F1 de la Fuerza Aérea Francesa patrullan regularmente las regiones conflictivas del país y también participan en enfrentamientos directos.  Según algunas fuentes, el expresidente François Bozizé utilizó el dinero que obtuvo de la concesión minera en Bakouma para comprar dos viejos helicópteros Mil Mi-8 de Ucrania y un Lockheed C-130 Hercules, construido en la década de 1950, de los Estados Unidos.  La fuerza aérea centroafricana opera varios aviones ligeros y un helicóptero. A principios de enero, se informó que se donaron o se entregaron entre 6 y 8 aviones de entrenamiento a reacción Aero L-39 Albatros checos procedentes de la Fuerza Aérea de Rusia. Es posible que las fuerzas de la empresa militar privada y contratista de defensa Wagner PMC presentes en la zona también utilizarán estas aeronaves en el rol de avión de ataque a tierra.

## Aeronaves
| Aero L-39 |  | República Checa | Avión de entrenamiento a reacción | 6 |